# Петрученко Микола Вікторович
Мико́ла Ві́кторович Петруче́нко (нар. 28 грудня 1977 — пом. 8 грудня 2014) — старшина Збройних сил України, учасник російсько-української війни.

## Життєпис
Закінчив ЗОШ № 103, проживав у Дарницькому районі Києва.
Старшина, 81-ша окрема аеромобільна бригада — 90-й окремий аеромобільний батальйон; головний сержант-командир відділення.
Загинув 8 грудня 2014-го під час обстрілу селища Піски, який вчинили російські терористи. Тоді ж полягли старший солдат Сергій Чоп й солдат Андрій Ременюк.
Похований на Лісовому кладовищі в Києві.
Без Миколи лишились дружина, 14-річна донька від першого шлюбу, син, мама, два брати.

## Нагороди та вшанування
За особисту мужність і героїзм, виявлені у захисті державного суверенітету та територіальної цілісності України, вірність військовій присязі під час російсько-української війни, відзначений — нагороджений
- 15 травня 2015 року — орденом «За мужність» III ступеня (посмертно)[1]
- нагрудним знаком «За оборону Донецького аеропорту» (посмертно).
- у січні 2015-го у київській ЗОШ № 103 відкрито меморіальну дошку на честь Миколи Петрученка

Вшановується в меморіальному комплексі «Зала пам'яті», в щоденному ранковому церемоніалі 8 грудня.